# Castiglione a Casauria
Castiglione a Casauria è un comune italiano di 708 abitanti della provincia di Pescara in Abruzzo, nella subregione delle Terre di Casauria dalla parte occidentale della Val Pescara.
Nel paese sorge l'abbazia di San Clemente a Casauria, uno dei maggiori esempi del romanico abruzzese e centro politico dell'area nel periodo medievale.

## Storia

### Il villaggio diInterpromium
In tempi antichi, a cavallo tra i territorio di Castiglione e Tocco da Casauria, sorgeva il villaggio italico denominato Interpromium. Lo stesso toponimo di questo villaggio italico, testimonia che doveva trovarsi al confine del fiume Pescara (Aterno) tra le tribù dei Peligni e dei Marrucini, lungo la via Tiburtina Valeria. Non si ha la certezza assoluta della posizione del villaggio, fatto sta che sorgeva nei pressi dell'isolotto dell'abbazia di San Clemente a Casauria, tra i borghi di Castiglione, Tocco e Bolognano. Dal Museo dell'Abbazia di San Clemente provengono numerose iscrizioni, una stele funeraria che nomina una tal Efesina della tribù Sergia, nel 90 a.C. con la lex Iulia tutti gli Italici avevano deciso di deporre le armi contro Roma per ricevere la cittadinanza, i Peligni furono iscritti nella tribù Sergia, mentre alla tribù Arniense furono iscritti i Teatini. L'archeologo La Regina nel 1966 sosteneva che la lapide fosse marrucina, un'altra iscrizione proveniente dai dintorni di Scafa, murata nella parete esterna della chiesa di San Donato a San Valentino in Abruzzo Citeriore, menziona un sovvenzionamento della costruzione di un anfiteatro da parte di Dullio Gallo, della tribù Arniense; si aggiunge a queste una testimonianza di schiavi della Res publica Sulmonensium su un ponderarium presso San Clemente a Casauria.
Lo studioso M.H. Crawforse nel 2006 servendosi della distanze della Tabula Peutingeriana, ha ipotizzato che Interpromium sorgesse presso San Clemente a Casauria, e che fosse popolata da Peligni, prendendo in considerazione l'iscrizione di Theodor Mommsen dell'attestazione della tribù Sergia su un ponderarium del II secolo d.C. Il villaggio sarebbe stato una colonia di ex schiavi peligni provenienti da Ceii, il vicus che si trovava presso Scafa, dall'iscrizione di San Valentino, che documenta la tribù Arniense in questo pago di Scafa. I confini erano dati dall'Aterno e dall'Orta, il villaggio era organizzato in base a piccoli insediamenti a controllo dei pascoli, di giurisdizione peligna, come i paesi di Musellaro, Caramanico, Sant'Eufemia, Tocco.

### Origini e altomedioevo

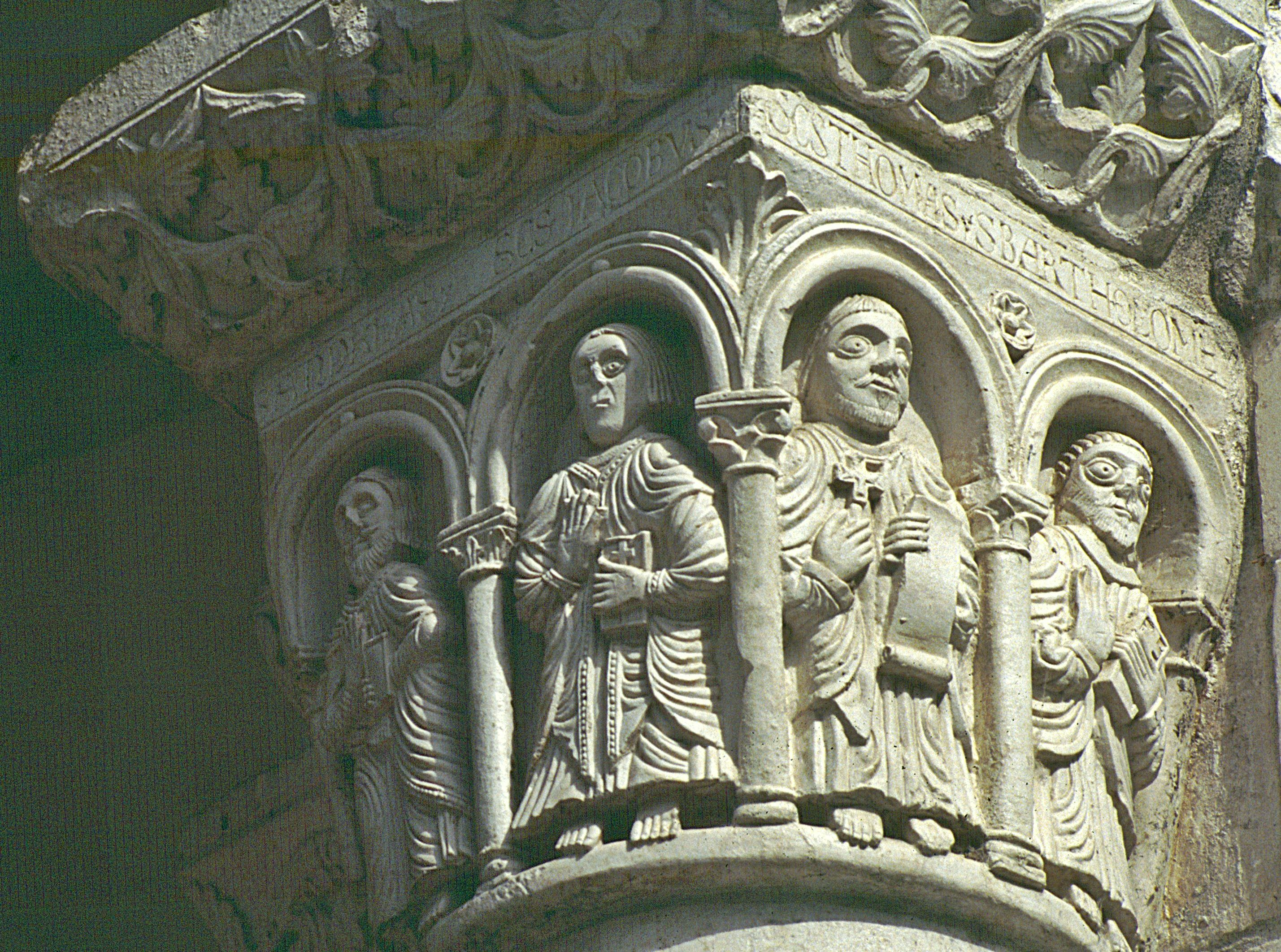
Capitello dei pilastri interni dell'abbazia di San Clemente

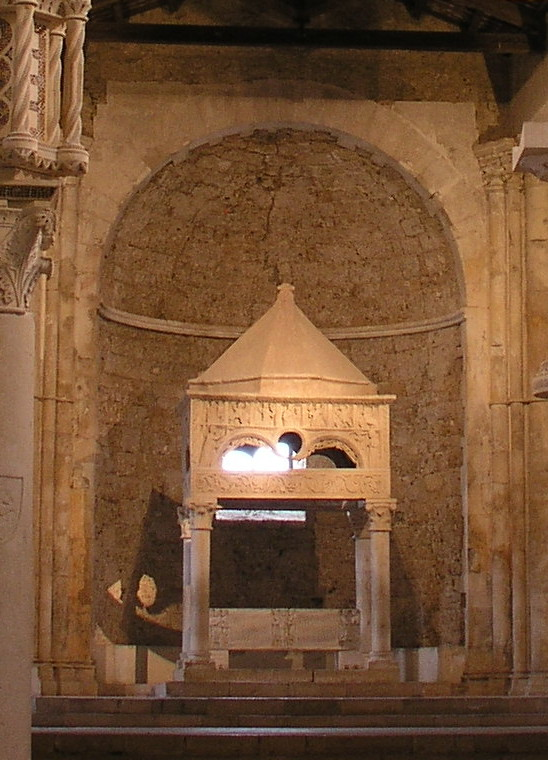
Ciborio d'altare di San Clemente a Casauria

Le origini del paese di Castiglione risalgono al villaggio romano di Interpromium, di cui si hanno poche tracce. Tale problematica interessa un ampio settore della valle della Pescara, a nord e a sud del corso fluviale, ossia nelle aree che contribuirono a formare i comitati altomedievali di Pinna (Penne), Teate (Chieti), e poi i giustizierati d'Abruzzo Ultra e Citra, divisi dal corso della Pescara. Il toponimo attuale di Castiglione è di origine longobarda, e viene usato definitivamente dopo la fondazione dell'82 del monastero della Santissima Trinità, poi abbazia di San Clemente a Casauria, intitolata a san Clemente I Papa Il documento più antico che attesta il toponimo Castiglione è del 980 d.C., si attesta la compravendita di terreni da parte di Liutone e Sansone di Penne figlio di Renedio
Alla tradizione della Cronaca di Casauria del monaco Giovanni di Bernardo, che vuole edificato il castello di Castiglione nel 980 per volere dell'abate Adamo, sembrerebbe non contrapporsi un diversi contenuto documentario dello stesso codice casauriense. Sembra che testo cronistico e testi documentari concordino su ciò, in effetti la nozione toponimica è fornita proprio da testi del X secolo, sicché pare non retrodatabile alla stessa edificazione del cenobio di Casauria, nel IX secolo, l'affermazione del toponimo di Castellone. Nei documenti di quest'epoca si fa confusione tra l'abitato di Castellone e la Rocca Tagliata, ossia il Mons Soti del X secolo, dove abitava il sacerdote Liutone, addetto alla chiesa di San Martino, indicato nel territorio del Comitato Pennese, che si estendeva sino al nord del fiume Pescara. Il toponimo è territoriale, non riguarda il castello in sé; il venditore Sansone di Remedio di stirpe franca, fondamentale per le fasi di costruzione del castello
Nel IX secolo si attesta la presenza di una chiesa di San Comizio, presso le rive della Pescara, dove erano conservate le reliquie di san Massimo d'Aveia, patrono di L'Aquila e Penne, che erano state traslate in loco dopo la decadenza della Cattedrale di Forcona, e poi passarono a Penne, trasferite nel duomo della Beata Vergine degli Angeli.
La presenza certa di un castello si ha nell'XI secolo con la presenza normanna in Abruzzo, nel territorio di Castellone sono compresi quelli del Vico Pennese, di Gemmeto e le due ville di Cevanarum. Nel cartulario riportato nella Cronaca di Casauria, si riportano i territori, dal placito Pennese del 981, di Bectorrita ossia Torre de' Passeri nel placito del 981, poi i casali di Ragiano, Pantano e Colle, uniti ai castelli di Olivola, Colle e Rocca de Soti, mentre Casalecclo e San Martino fanno parte direttamente di Castellone. Alti 7 documenti mostrano Teczanico dentro Castellone, con 20 moggi di terra di pertinenza della chiesa di San Felice.
Il casale di Cervarano era compreso tra due insediamenti villici, risalenti all'epoca tardo imperiale del IV secolo, il casale di Gemmetum era a vocazione rurale e transumante, e si snoda ad ovest verso il castello triangolare di Castellone (oggi Palazzo De Petris), posto sul vertice più alto dello sperone roccioso. Con il privilegio di Ottone I di Sassonia, Castellone si popolò con l'ampliamento della rocca e la costruzione di chiese. Nel 982 Tresidio di origine franca, figlio di Remenolfo, cedette all'abate Adamo di Casauria la terza porzione dei suoi beni situati in Carufano, in Opesclo in Teczanico e Cerbarano e Ozano, condivisa con Pescosansonesco.

### Dai Normanni al Trecento
Nel 1057 il conte Palommo donò al monastero di Casauria il Vico di Prata, e si confermano i beni di Olivola e Rocca de Soti: l'abate Alberico viene riconosciuto signore di questi castelli in vista dell'occupazione normanna e della costituzione della Contea di Manoppello con Ugo Malmozzetto. Tali domini di Castiglione sono visibili anche nel Catalogus baronum di Ruggero II di Sicilia. Nel 1111 si ha il frazionamento del territorio normanno, la testimonianza del centrismo dei castelli nei vari borghi si ha dal loro restauro, e dalla loro sempre più vasta fortificazione secondo le tecniche belliche d'epoca. Il castello assunse un aspetto gotico, anche se il portale d'ingresso del Palazzo De Petris è neogotico, ispirato a quello di un tempo.
Sotto l'abate Leonate di Casauria, che riqualificò architettonicamente e politicamente il monastero, si riallacciò il rapporto dell'abbazia con i castelli di suo possesso. Durante il governo di Federico II di Svevia, l'abbazia di Casauria mantenne i privilegi, a patto che venisse riconosciuta l'autorità imperiale, nel 1240 il governo della valle della Pescara è affidato a Federico d'Antiochia, figliastro di Federico II, le terre di Picciano e Loreto Aprutino, Castiglione era sotto il governo dei discendenti di Gualtiero Gentile, non inserito nella Contea di Loreto, il castello era ben affermato dal punto di vista strategico. Nel 1222 venne distrutta Celano per ribellione del conte Tommaso dei Marsi a Federico II, insieme a Città Sant'Angelo nel 1239 per ribellione del conte Berardo II, ne risentì l'abbazia di Casauria perché lì possedeva delle proprietà.
Nel 1273 Carlo I d'Angiò suddivise il Giustizierato d'Abruzzo in due tronconi divisi dalla Pescara, quello Citra e Ultra, Castiglione passò nell'Abruzzo Citra a differenza degli altri feudi dello storico Vico Pennese, insieme a Bussi, Colli filiorum Rainaldi, Ortona cum Carreto (Ortona dei Marsi) e Pesculum Sansoniscum (Pescosansonesco), Corbareum (Corvara), Furca de Pennis (Forca di Penne). Si andò ingrandendo la Contea di Manoppello quando passò dai conti di Palearia agli Orsini Del Balzo. Questi nel 1269 avevano San Valentino, Miglianico, Ripa Teatina, Abbateggio e feudi presso Caramanico. San Valentino nel 1284 risulta feudo di Giovanni di Gianvilla, signore di Rivello, e della moglie Isabella Filangieri, così pure Abbateggio che nello stesso anno passa a Pietro de Rignone; nel 1273 Berardo di Torre è possessore dei feudi di Salle e Andravano presso Cugnoli.
Nel 1293 c'è una concessione in favore dei fratelli Guglielmo e Giovanni di Ponziaco di Castiglione de Penna situato presso l'isola di San Clemente, ossia Castiglione della Pescara, vessata da Matteo de Plessiaco, conte di Manoppello e Tocco. Alla morte di Giovanni, una parte del feudo restò a Guglielmo, al quale succedette Giovanni di Gianvilla con Isabella Filangieri sua consorte. Nel 1324 i registri di San Clemente riportano le chiese di Castiglione, Corvara e Pescosansoneso: in tutto sono 127.

### Epoca angioino-aragonese
Un'epigrafe presso il portale dell'ex chiesa di San Francesco mostra la datazione 1345, opera realizzata per volere di Restaino Cantelmo signore di Castiglione, discendente di Jacopo Conte di Popoli, che l'ebbe nel 1269 insieme a Torre de' Passeri. Retsaino sposò Margherita de Corban, vedova di Atenolfo d'Aquino, signore di Alvito nel Lazio, e di Pettorano sul Gizio; gli succedettero Restaino II e III. La politica dei Cantelmo a Castiglione fu propizia per la cittadina, non potendo succedere a l fratello Giacomo nel 1377 per la signoria di Popoli. Nel 1343 ci furono tumulti tra i paesani di Castiglione e quelli di Tocco per la fiera di San Clemente, cui Restaino dovette metter rimedio. Negli anni Settanta del XIII secolo il governo di Castiglioen era sotto i De Plessiac, scacciati poi dai Cantelmo, nel 1381 grazie a loro il feudo di Tocco passò a Guglielmo, conte di Martina, marito di Caterina di Giacomo Cantelmo, nel 1377 i Cantelmo acquistarono il castello di Bussi, realizzando una compattazione territoriale nella Val Pescara, partendo da Popoli e arrivando sino al versante sud-occidentale della Maiella.
Durante la guerra angioino-durazzesca, Castiglione si mantenne invisa a Carlo III di Durazzo, mentre veniva fondato il convento dei Francescani, e rifatta la chiesa madre dell'Assunta; sino al 1439 Castiglione rimase sotto il governo dei Cantelmo, anche durante il 1421, quando venne assediata per la strategicità del luogo da Braccio da Montone, dopo che ricacciò da Campo di Giove il capitano Giacomo Caldora. Dopo la parentesi braccesca, Castiglione passò sotto la famiglia Caldora, nel 1439 citato sotto i beni di Antonio Caldora figlio di Giacomo, che tuttavia lo perse nella metà del secolo per essersi ribellato a Ferrante I d'Aragona. Nicolantonio Cantelmo riprese Castiglione, si sposò con Antonella di Celano nel 1443, e ottenne il titolo da Alfonso I d'Aragona, dalla successione di Nicola nel 1454, i feudi della Contea di Popoli furono del figlio Giovanni dal 1449, insieme a Prezza, Bussi, Raiano.
I contrasti tra questi e il fratello Pier Giampaolo Cantalmo furono causa di un instabile assetto feudale all'interno della contea, a Pier Paolo furono ceduti nel 1471 i terreni di Castiglione e Corvara in cambio di Prezza e Raiano. Dal 1468 secondo i documenti, sino al 1863, l'Università di Castiglione, fu chiamata Castiglione della Pescara.

### Dal Cinquecento all'Ottocento
Durante il Vice regno spagnolo, Castiglione continuò sino al XVII secolo a far parte del dominio dei Cantelmo, prima sotto Giamberardino Cantelmo, e poi sotto Giulio Cesare Cantelmo, tuttavia a causa delle tassazioni la contea iniziò a perdere feudi: nel 1579 Bussi fu ceduta ai Pietropaoli, nel 1578 Civitella fu ceduta ad Ettore Ciorla; a fine del secolo (1589) Castiglione fu venduta ai Baroni D'Afflitto, Conti di Loreto Aprutino. Una decina d'anni dopo, nel 1601 Castiglione era sotto il governo dei De Petris, sotto la giurisdizione territoriale della Contea di Loreto, che aveva le terre di Tocco, Ortona dei Marsi, Carrito, Collecorvino, Musellaro, Rosciano, Catignano, Civitella Casanova, Carpineto e Brittoli. A Giuseppe Mattucci di Tocco, nel 1619 successe il figlio Berardino.
Durante il 1683-86 la vallata fu funestata dal brigantaggio, i banditi furono repressi dalle truppe spagnole. Il terremoto di Sulmona del 1706 creò gravi danni al centro di Castiglione, sicché il castello triangolare fu riadattato a dimora gentilizia, nella successiva ricostruzione. Lo stesso si dica per la chiesa di Santa Maria di Castiglione, o dell'Assunta, ricostruita quasi daccapo.
Dell'urbanistica castiglionese nel Settecento, si ha la descrizione di Filippo Fasulo, che si snoda come un serpentone sulla dorsale collinare, con in cima il castello De Petris, appena fuori si trova la cappella della Madonna delle Grazie. Al punto intermedio della strada principale si trova la chiesa dell'Assunta con sei altari più il capolatare, ospitante tre confraternite sotto il titolo del Santissimo Sacramento, inoltre la chiesa di San Francesco, e fuori dalle mura la cappella di San Rocco. Nel 1799 durante l'occupazione francese, anche a Castiglione si ebbero tumulti, con l'uccisione di baroni e nobiluomini, il Palazzo De Petris fu assaltato e saccheggiato. Dopo gli eventi insurrezionali del Risorgimento, Castiglione rimase sotto il governo dei Borbone, anche nel 1848, venne introdotta la Guardia Nazionale capeggiata da Felice De Petris-Fraggianni, che comunicava con la polizia di Penne.
Tuttavia il 2 giugno del 1861 i membri del Decurionato riconobbero con un plebiscito l'unione di Castiglione al Regno d'Italia; nel 1863, mentre si celebravano i processi contro i briganti che saccheggiavano la valle, si decise di cambiare il nome del Comune, privilegiando il territorio storico dell'abbazia di Casauria.

### Simboli
Lo stemma e il gonfalone sono stati concessi con DPR del 22 luglio 1987.
Lo stemma è uno scudo di rosso, al leone d'argento. Il gonfalone è un drappo di giallo.

## Monumenti e luoghi d'interesse

### Architetture religiose

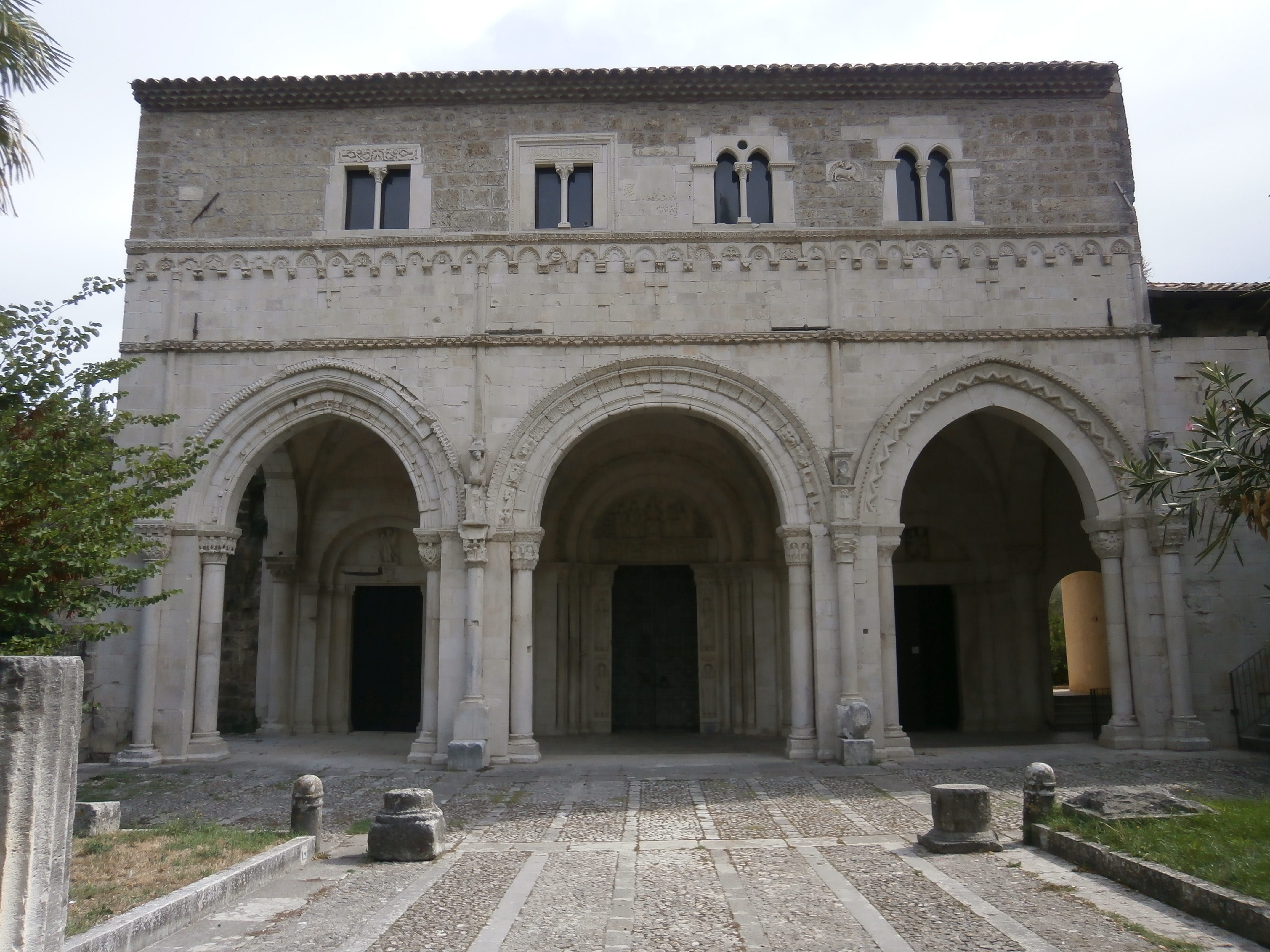
Abbazia di San Clemente a Casauria
Sul territorio di Castiglione a Casauria sorge l'abbazia di San Clemente a Casauria, uno dei più insigni edifici monastici abruzzesi; nei pressi dell'uscita dal casello autostradale di "Casauria". Il monastero fu costruito sopra un feudo appartenne a Montecassino nell'872, per volere di Ludovico II. Fu rinnovata nelle forme romaniche dell'abate Leonate nel XII secolo, mentre già dal 1181 fu redatto il Chronicon Casauriense riguardo alla storia e alle entrate del monastero stesso. San Clemente per secoli fu il centro politico e religioso della Maiella e della Val Pescara, dominando anche sui borghi locali di fondazione normanna.
La chiesa conserva la facciata romanico-gotica, il cui accesso è preceduto da un portico a tre arcate semi-ogivali. Le colonne degli intermezzi sono finemente lavorate con motivi vegetali. Il portale centrale ha una lunetta in cui sono rappresentate le vicende della costruzione del monastero, con al centro Papa Clemente tra Leonate che offre il modello della chiesa, e Ludovico II. Le imposte bronzee mostrano i castelli esistenti che facevano parte del sistema feudale dell'abbazia. L'interno è a tre navate con arcate semi-ogivali per il rifacimento in epoca gotica. Il presbiterio è rialzato per l'accesso alla cripta. Nella navata centrale si conserva lo splendido ambone rinascimentale della bottega abruzzese di Nicodemo, Roberto e Ruggero (XII secolo), caratterizzato da una cassa finemente lavorata con fiori a petali e lettorini raffiguranti i simboli animali degli Evangelisti. Al fianco dell'ambone c'è il cero pasquale in stile gotico.
II soffitto dell'abbazia è a capriate lignee, mentre la pianta è quella classica a basilica.
Chiesa parrocchiale di Santa Maria Assunta
Posta nella zona centrale del paese, in via Regina Margherita, la chiesa è addossata nella parete retrostante a un grande edificio; la chiesa risalirebbe al XII secolo nota come "Santa Maria di Castiglione", quando l'abate Oldrio di San Clemente la fece riconsacrare sopra la cappella di San Martino. Dopo il terremoto della Maiella del 1706 fu ricostruita daccapo, l'interno è ad aula unica a croce latina, presenta tre cappelle laterali per lato, lungo il corpo longitudinale, un breve transetto costituito da un vano cupolato affiancato da due strette cappelle, e un'abside quadrata. La cupola affrescata su pennacchi è racchiusa da un tiburio ottagonale e nelle cappelle si trovano altari tardo barocchi, in stucco modellato e dipinto. La chiesa ha una facciata a salienti, nella cui parte centrale si trovano in asse il portale architravato sovrastato dallo stemma civico, l'oculo circolare con la cornice in pietra e un piccolo oculo ovale. Sulla destra si trova la lapide marmorea dei Caduti nella Grande Guerra. Il campanile è a vela, laterale.
La chiesa conserva sul fianco un pregevole portale gotico in pietra concia, con la lunetta decorata da un bassorilievo in terracotta blu, raffigurante la Madonna tra santi. Poco prima, lungo viale Regina Margherita, si trova la chiesetta di San Francesco d'Assisi con annesso ex monastero. La chiesetta ha una facciata triangolare, decorata da un oculo, e dal portale tardo gotico del XV secolo con la cornice a punta di diamante.

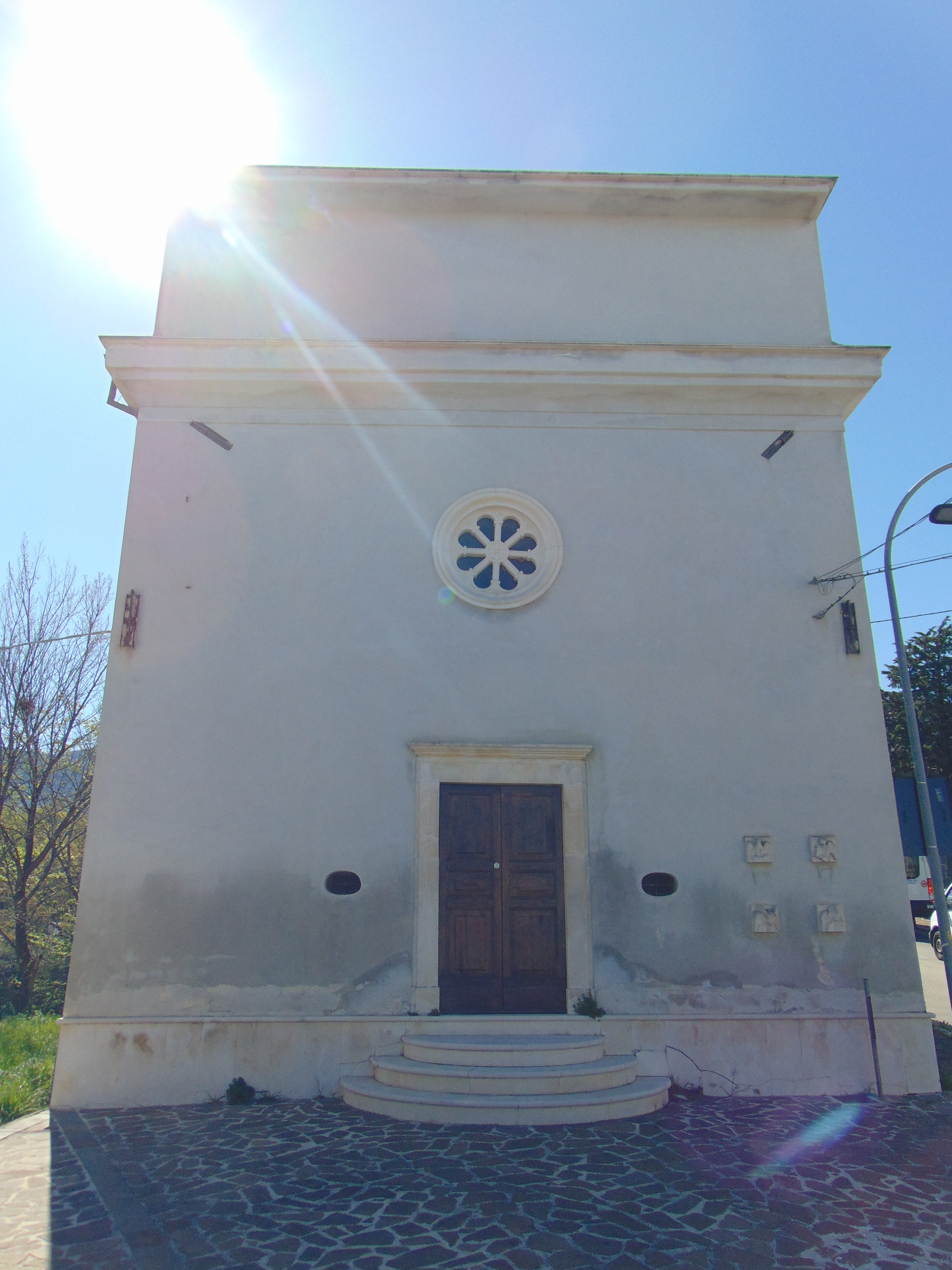
Chiesa della Madonna delle Grazie
In via Roma, poco fuori dal paese, risale al XVI secolo, anche se è stata rifatta quasi daccapo nel XIX secolo: mostra impianto rettangolare con navata unica contratta, fino ad assumere una forma ellittica, con la copertura a calotta ribassata, profilato da una cornice a dentelli. La facciata è a terminazione orizzontale, divisa in due registri da cornicione marcapiano, in basso c'è l'unico portale di ingresso, architravato in pietra, mentre la parte maggiore della facciata è dominata dal rosone a petali centrale.

### Architetture civili
Palazzo baronale De Petris-Fraggiani
Nel centro del paese si trova il palazzo de Petris-Fraggiani, dichiarato edificio di interesse storico monumentale nel 1930. Il palazzo è la struttura gentilizia sovrapposta al castello medievale, di cui rimane la torre normanna a triangolo. Del castello rimane anche un arco ogivale di ricostruzione neogotica, che immette al giardino interno, e alcune sale del lato est del pianterreno con le volte a botte. Il palazzo subisce una trasformazione nella metà del XVI secolo, forse per volere di Gentile Orsini. La famiglia realizzò un palazzo completamente nuovo, con giochi prospettici di luci e ombre, vuoti e pieni che saranno ereditati dalla famiglia Della Marra nel XVII secolo per i restauri, viene amplificato il gioco coloristico dell'androne buio in contrapposizione con il luminoso atrio della loggia.
La facciata è decorata alla maniera barocca, si presenta divisa in due parti da un fregio marcapiano decorato con fiori, frutti e putti; la parte bassa è decorata con bugnato aggettante, al centro campeggia l'arco di ingresso fiancheggiato da semicolonne con capitelli compositi.

## Società

### Evoluzione demografica
Abitanti censiti

### Tradizioni e folclore
- Festa patronale di Sant'Emidio vescovo e San Biagio: si celebra dal 2 al 4 febbraio.

## Infrastrutture e trasporti
- Autostrada A25 Torano-Pescara (E80): uscita al casello Casauria.
- Strada provinciale 70: direzione Castiglione

## Amministrazione
| Periodo        | Periodo        | Primo cittadino           | Partito                                                              | Carica  | Note          |
| -------------- | -------------- | ------------------------- | -------------------------------------------------------------------- | ------- | ------------- |
| 23 aprile 1995 | 12 giugno 2004 | Francesco Chiola          | Lista civica di centro-sinistra (1995-1999) Lista civica (1999-2004) | Sindaco | [ 20 ] [ 21 ] |
| 13 giugno 2004 | 7 giugno 2009  | Rosario Sabatino Martino  | Lista civica                                                         | Sindaco | [ 22 ]        |
| 8 giugno 2009  | 25 maggio 2014 | Gianmarco Alfredo Marsili | Lista civica Castiglione che vogliamo                                | Sindaco | [ 23 ]        |
| 26 maggio 2014 | 26 maggio 2019 | Gianluca Chiola           | Lista civica di centro-sinistra Castiglione che vogliamo             | Sindaco | [ 24 ]        |
| 27 maggio 2019 | in carica      | Biagio Piero Petrilli     | Lista civica Crescere insieme                                        | Sindaco |               |

### Gemellaggi
Castiglione a Casauria è gemellato con:
- Hamilton, dal 1992